# Badminton 2014
Höhepunkte des Badmintonjahres 2014 waren die Weltmeisterschaft in Dänemark sowie Thomas Cup und Uber Cup in Neu-Delhi. Bedeutende Turnierserien sind die BWF Super Series und der BWF Grand Prix. Bei Multisportveranstaltungen steht Badminton bei den Asienspielen, den European Universities Games, den Commonwealth Games und den Youth Olympic Games im Programm. Erstmals werden die Australian Open als Superseries-Turnier stattfinden und damit die erste Veranstaltung dieser Kategorie in Ozeanien überhaupt sein. Gestrichen wurde dafür das China Masters aus dem Superseries-Kalender.
== BWF Super Series ==
| Veranstaltung | Herreneinzel     | Dameneinzel  | Herrendoppel                   | Damendoppel                      | Mixed                                       |
| ------------- | ---------------- | ------------ | ------------------------------ | -------------------------------- | ------------------------------------------- |
| Korea         | Chen Long        | Wang Yihan   | Mathias Boe Carsten Mogensen   | Bao Yixin Tang Jinhua            | Zhang Nan Zhao Yunlei                       |
| Malaysia      | Lee Chong Wei    | Li Xuerui    | Goh V Shem Lim Khim Wah        | Bao Yixin Tang Jinhua            | Xu Chen Ma Jin                              |
| England       | Lee Chong Wei    | Wang Shixian | Mohammad Ahsan Hendra Setiawan | Wang Xiaoli Yu Yang              | Tontowi Ahmad Liliyana Natsir               |
| Indien        | Lee Chong Wei    | Wang Shixian | Mathias Boe Carsten Mogensen   | Tang Yuanting Yu Yang            | Joachim Fischer Nielsen Christinna Pedersen |
| Singapur      | Simon Santoso    | Wang Yihan   | Cai Yun Lu Kai                 | Bao Yixin Tang Jinhua            | Tontowi Ahmad Liliyana Natsir               |
| Japan         | Lee Chong Wei    | Li Xuerui    | Lee Yong-dae Yoo Yeon-seong    | Misaki Matsutomo Ayaka Takahashi | Zhang Nan Zhao Yunlei                       |
| Indonesien    | Jan Ø. Jørgensen | Li Xuerui    | Lee Yong-dae Yoo Yeon-seong    | Tian Qing Zhao Yunlei            | Joachim Fischer Nielsen Christinna Pedersen |
| Australien    | Lin Dan          | Saina Nehwal | Lee Yong-dae Yoo Yeon-seong    | Tian Qing Zhao Yunlei            | Ko Sung-hyun Kim Ha-na                      |
| Dänemark      | Chen Long        | Li Xuerui    | Fu Haifeng Zhang Nan           | Wang Xiaoli Yu Yang              | Xu Chen Ma Jin                              |
| Frankreich    | Chou Tien-chen   | Wang Shixian | Mathias Boe Carsten Mogensen   | Wang Xiaoli Yu Yang              | Tontowi Ahmad Liliyana Natsir               |
| China         | Srikanth Kidambi | Saina Nehwal | Lee Yong-dae Yoo Yeon-seong    | Wang Xiaoli Yu Yang              | Zhang Nan Zhao Yunlei                       |
| Hongkong      | Son Wan-ho       | Tai Tzu-ying | Mohammad Ahsan Hendra Setiawan | Tian Qing Zhao Yunlei            | Zhang Nan Zhao Yunlei                       |
| Finale        | Chen Long        | Tai Tzu-ying | Lee Yong-dae Yoo Yeon-seong    | Misaki Matsutomo Ayaka Takahashi | Joachim Fischer Nielsen Christinna Pedersen |

== BWF Grand Prix ==
| Veranstaltung       | Herreneinzel            | Dameneinzel         | Herrendoppel                             | Damendoppel                                | Mixed                                  |
| ------------------- | ----------------------- | ------------------- | ---------------------------------------- | ------------------------------------------ | -------------------------------------- |
| India Open GPG      | Xue Song                | Saina Nehwal        | Li Junhui Liu Yuchen                     | Chen Qingchen Jia Yifan                    | Wang Yilu Huang Yaqiong                |
| German Open         | Arvind Bhat             | Sayaka Takahashi    | Takeshi Kamura Keigo Sonoda              | Misaki Matsutomo Ayaka Takahashi           | Robert Blair Imogen Bankier            |
| Swiss Open          | Viktor Axelsen          | Wang Yihan          | Chai Biao Hong Wei                       | Bao Yixin Tang Jinhua                      | Chris Adcock Gabrielle Adcock          |
| Malaysia GPG        | Simon Santoso           | Yao Xue             | Danny Bawa Chrisnanta Chayut Triyachart  | Huang Yaqiong Yu Xiaohan                   | Lu Kai Huang Yaqiong                   |
| New Zealand Open    | Wang Tzu-wei            | Nozomi Okuhara      | Selvanus Geh Kevin Sanjaya Sukamuljo     | Tang Hetian Renuga Veeran                  | Alfian Eko Prasetya Annisa Saufika     |
| China Masters       | Lin Dan                 | Liu Xin             | Kang Jun Liu Cheng                       | Luo Ying Luo Yu                            | Lu Kai Huang Yaqiong                   |
| Canadian Open       | Lee Hyun-il             | Michelle Li         | Liang Jui-wei Lu Chia-bin                | Choi Hye-in Lee So-hee                     | Max Schwenger Carla Nelte              |
| US Open             | Nguyễn Tiến Minh        | Zhang Beiwen        | Maneepong Jongjit Nipitphon Puangpuapech | Shendy Puspa Irawati Vita Marissa          | Muhammad Rizal Vita Marissa            |
| Chinese Taipei Open | Lin Dan                 | Sung Ji-hyun        | Andrei Adistia Hendra Gunawan            | Nitya Krishinda Maheswari Greysia Polii    | Liu Yuchen Yu Xiaohan                  |
| Russia Open         | Vladimir Ivanov         | Aya Ohori           | Kenta Kazuno Kazushi Yamada              | Yuriko Miki Koharu Yonemoto                | Ryota Taohata Misato Aratama           |
| Brazil Open         | Scott Evans             | Zhang Beiwen        | Max Schwenger Josche Zurwonne            | Johanna Goliszewski Carla Nelte            | Max Schwenger Carla Nelte              |
| Vietnam Open        | Dionysius Hayom Rumbaka | Nozomi Okuhara      | Andrei Adistia Hendra Gunawan            | Maretha Dea Giovani Rosyita Eka Putri Sari | Muhammad Rizal Vita Marissa            |
| Indonesia GPG       | H. S. Prannoy           | Adriyanti Firdasari | Markus Fernaldi Gideon Markis Kido       | Shendy Puspa Irawati Vita Marissa          | Ricky Widianto Richi Puspita Dili      |
| Dutch Open          | Ajay Jayaram            | Zhang Beiwen        | Baptiste Carême Ronan Labar              | Eefje Muskens Selena Piek                  | Ricky Widianto Richi Puspita Dili      |
| Bitburger Open      | Chou Tien-chen          | Sun Yu              | Wang Yilu Zhang Wen                      | Ou Dongni Yu Xiaohan                       | Zheng Siwei Chen Qingchen              |
| Scottish Open       | Ville Lång              | Sayaka Sato         | Mathias Christiansen David Daugaard      | Gabriela Stoeva Stefani Stoeva             | Robert Blair Imogen Bankier            |
| Macau Open          | Xue Song                | P. V. Sindhu        | Danny Bawa Chrisnanta Chayut Triyachart  | Ou Dongni Yu Xiaohan                       | Edi Subaktiar Gloria Emanuelle Widjaja |
| US Open Grand Prix  | Hsu Jen-hao             | Zhang Beiwen        | Adam Cwalina Przemysław Wacha            | Hsieh Pei-chen Wu Ti-jung                  | Peter Käsbauer Isabel Herttrich        |

## Jahresterminkalender
| - 3. Januar–5. Januar USBDF Juniors - 7. Januar–12. Januar Korea Open - 9. Januar–12. Januar Estonian International - 14. Januar–19. Januar Malaysia Open - 16. Januar–19. Januar Swedish International Stockholm - 17. Januar–19. Januar Polish Juniors - 21. Januar–26. Januar India Open Grand Prix - 23. Januar–26. Januar Iceland International - 6. Februar–9. Februar Hungarian Juniors - 11. Februar–15. Februar Ozeanienmeisterschaft - 11. Februar–16. Februar Mannschaftseuropameisterschaft - 11. Februar–16. Februar Chinese International - 13. Februar–16. Februar Iran Fajr International - 13. Februar–16. Februar Argentina Juniors - 14. Februar–16. Februar Jugendeuropameisterschaft U15 - 18. Februar–21. Februar Peru Juniors - 19. Februar–22. Februar Austrian International - 19. Februar–22. Februar Australian Juniors - 16. Februar–23. Februar Juniorenasienmeisterschaft - 20. Februar–23. Februar Uganda International - 20. Februar–23. Februar Uganda Juniors - 21. Februar–23. Februar Spanish Juniors - 25. Februar–2. März German Open - 26. Februar–2. März Dutch Juniors - 4. März–9. März All England - 5. März–9. März Mongolia Juniors (abgesagt) - 6. März–9. März Portugal International - 6. März–9. März German Juniors - 11. März–16. März Swiss Open - 13. März–16. März Romanian International - 20. März–23. März Polish Open - 15. März–23. März Jugendeuropameisterschaft - 25. März–30. März Malaysia Open Grand Prix Gold - 25. März–30. März Vietnam International - 26. März–30. März Giraldilla International - 27. März–30. März French International - 27. März–30. März Guatemala Juniors - 28. März–30. März Italian Juniors - 1. April–6. April India Open - 2. April–6. April Osaka International - 3. April–6. April Finnish Open - 3. April–6. April Mexican Juniors - 8. April–13. April Singapur Open - 9. April–13. April Peru International - 10. April–13. April Croatian International - 10. April–13. April Morning Cup - 7. April–18. April Juniorenweltmeisterschaft - 15. April–19. April New Zealand Open - 15. April–20. April China Masters - 15. April–20. April USM International - 17. April–20. April Dutch International - 23. April–26. April Marybyrnong International - 22. April–27. April Asienmeisterschaft - 24. April–26. April Israel Juniors - 23. April–27. April Europameisterschaft - 23. April–29. April Afrikameisterschaft - 30. April–3. Mai Denmark International (abgesagt) - 29. April–4. Mai Smiling Fish - 1. Mai–4. Mai Riga International - 8. Mai–11. Mai Kazakhstan International (abgesagt) - 8. Mai–11. Mai Slovenian International - 15. Mai–18. Mai Greece International - 18. Mai–25. Mai Thomas Cup/Uber Cup - 22. Mai–25. Mai Spanish International - 22. Mai–31. Mai African Youth Games - 3. Juni–8. Juni Thailand Open (abgesagt) - 4. Juni–7. Juni Lagos International - 4. Juni–8. Juni Sri Lanka International - 5. Juni–8. Juni Lithuanian International - 5. Juni–8. Juni Mercosul International - 10. Juni–15. Juni Japan Open - 10. Juni–15. Juni Maldives International (abgesagt) - 12. Juni–15. Juni Argentina International - 12. Juni–15. Juni Mauritius International - 17. Juni–21. Juni Bahrain International - 17. Juni–22. Juni Indonesia Open - 19. Juni–22. Juni Venezuela International - 19. Juni–22. Juni Kenya International - 24. Juni–28. Juni Europapokal - 24. Juni–29. Juni Australian Open - 30. Juni–6. Juli Canada Open - 2. Juli–6. Juli St. Petersburg White Nights - 8. Juli–13. Juli US Open - 15. Juli–20. Juli Chinese Taipei Open - 22. Juli–27. Juli Russian Open - 23. Juli–27. Juli Juniorenpanamerikameisterschaft - 24. Juli–29. Juli Welthochschulmeisterschaft - 21. Juli–4. August Commonwealth Games - 3. August–8. August European Universities Games - 5. August–10. August Brazil Grand Prix - 11. August–14. August Carebaco Juniors - 12. August–16. August Indonesia International - 14. August–17. August Chile International | - 15. August–17. August Bulgarian Juniors - 18. August–21. August Bulgaria Open - 17. August–22. August Youth Olympic Games - 19. August–23. August Singapur International - 21. August–24. August Slovak International - 27. August–30. August Ukraine Juniors - 25. August–31. August Weltmeisterschaft - 26. August–31. August Jaya Raya Juniors - 2. September–7. September Vietnam Open - 3. September–7. September Guatemala International - 3. September–7. September Indian Juniors - 5. September–7. September Irish Juniors - 4. September–7. September Kharkiv International - 10. September–13. September Belgian International - 9. September–14. September Malaysian Juniors - 9. September–14. September Indonesia Open Grand Prix Gold - 12. September–14. September Lithuanian Juniors - 13. September–14. September Wimbledon Juniors - 18. September–21. September Polish International - 19. September–21. September Belgian Juniors - 18. September–21. September Auckland International - 21. September–27. September Senioren-Europameisterschaft - 25. September–28. September Sydney International - 25. September–28. September Czech International - 25. September–28. September Colombia International - 25. September–28. September Swiss Juniors - 28. September–5. Oktober Asienspiele - 30. September–5. Oktober London Grand Prix Gold (abgesagt) - 1. Oktober–5. Oktober Vietnam International - 2. Oktober–5. Oktober Bulgarian International - 3. Oktober–5. Oktober Croatian Juniors - 7. Oktober–12. Oktober Dutch Open - 9. Oktober–12. Oktober Danish Junior Cup - 9. Oktober–12. Oktober Irish International (abgesagt) - 13. Oktober–19. Oktober Panamerikameisterschaft - 14. Oktober–19. Oktober Denmark Open - 16. Oktober–19. Oktober Swiss International - 16. Oktober–19. Oktober Ethiopia International - 17. Oktober–19. Oktober Slovenian Juniors - 22. Oktober–25. Oktober Israel International - 22. Oktober–26. Oktober USA International - 21. Oktober–26. Oktober French Open - 22. Oktober–26. Oktober Yonex Cup - 23. Oktober–26. Oktober Nigeria International - 24. Oktober–26. Oktober Finnish Juniors - 29. Oktober–2. November Iraq International (abgesagt) - 28. Oktober–2. November Bitburger Open - 29. Oktober–2. November Brazil International - 30. Oktober–2. November Hungarian International - 31. Oktober–2. November Cyprus Juniors - 4. November–8. November Bahrain International Challenge - 4. November–9. November Korea Open Grand Prix Gold - 6. November–9. November Mexico International - 6. November–9. November Morocco International - 7. November–9. November Mannschaftseuropameisterschaft (Qualifikation) - 7. November–9. November Slovak Juniors - 7. November–9. November Venezuela Juniors (abgesagt) - 11. November–15. November Jugendasienmeisterschaft U15, U17 - 12. November–15. November Suriname International - 11. November–16. November Malaysia International - 11. November–16. November China Open - 13. November–16. November Poreč International (abgesagt) - 13. November–16. November Norwegian International - 14. November–16. November Czech Juniors - 17. November–23. November Singapur Juniors - 18. November–23. November Hongkong Open - 19. November–23. November Scottish Open - 20. November–23. November Cyprus International (abgesagt) - 20. November–23. November Zambia International - 20. November–23. November Finnish International - 15. November–30. November Zentralamerika- und Karibikspiele - 25. November–30. November Macau Open - 27. November–30. November Welsh International - 28. November–30. November Portuguese Juniors - 2. Dezember–6. Dezember Bangladesh International - 3. Dezember–6. Dezember Irish Open - 27. November–7. Dezember Axiata Cup - 4. Dezember–7. Dezember Santo Domingo International - 4. Dezember–7. Dezember South Africa International - 5. Dezember–7. Dezember Estonian Juniors - 7. Dezember–7. Dezember Glory to the King - 9. Dezember–12. Dezember Italian International - 8. Dezember–13. Dezember US Grand Prix - 8. Dezember–14. Dezember Südamerikameisterschaft - 8. Dezember–14. Dezember Korea Juniors - 9. Dezember–14. Dezember India International - 11. Dezember–14. Dezember Botswana International - 11. Dezember–14. Dezember Turkey Juniors - 17. Dezember–21. Dezember Puerto Rico International - 17. Dezember–21. Dezember BWF Super Series Finals - 18. Dezember–21. Dezember Turkey International - 27. Dezember–28. Dezember Copenhagen Masters - 27. Dezember–29. Dezember USBDF Juniors |